# Уускюла
У́ускю́ла (эст. Uusküla), на письме ранее У́уэкюла (эст. Uueküla) — деревня в волости Алутагузе уезда Ида-Вирумаа, Эстония.
До административной реформы местных самоуправлений Эстонии 2017 года входила в состав волости Алайыэ.

## География и описание
Расположена на берегу Чудского озера в южной части Ида-Вирумаа, в 10 км к западу от Алайыэ.
Официальный язык — эстонский. Почтовый индекс: 41006.

## Население
По данным переписи населения 2011 года в деревне насчитывалось 36 жителей, эстонцев в их числе не было.
По данным переписи населения 2021 года, в деревне проживали 34 человека, из них 3 (8,8 %) эстонца.
Численность населения деревни Уускюла по данным переписей населения:
| Год     | 2000 | 2011 | 2021 |
| ------- | ---- | ---- | ---- |
| Человек | 63   | ↘ 36 | ↘ 34 |

## История
На военно-топографических картах Российской империи (1846–1863 годы), в состав которой входила Эстляндская губерния, населённый пункт обозначен как Новая Деревня.
В письменных источниках 1894 года упоминается Ново-Деревня, 1913 года — Nowaja Derewnja. В стародавние времена это была русская деревня.